# Tierra de Campos
Tierra de Campos és una comarca natural de Castella i Lleó que s'estén per les províncies de Zamora, Valladolid, Palència i Lleó. El seu origen està els anomenats Camps de Galícia (Campus Gallaeciae) que més tard rebrien el nom de Camps Gòtics (Campi Gothici o Campi Gothorum), zona d'especial importància per al Regne Visigot, amb capital històrica a Palència i posterior centre territorial del Regne de Lleó. 

Tierra de Campos a Palència

La Tierra de Campos de Valladolid en lila

La Tierra de Campos lleonesa, en marró.

Tierra de Campos a Zamora

## Municipis de Zamora
- Belver de los Montes
- Cañizo
- Castroverde de Campos
- Cerecinos de Campos
- Cotanes del Monte
- Granja de Moreruela
- Manganeses de la Lampreana
- Prado
- Quintanilla del Monte
- Quintanilla del Olmo
- Revellinos
- San Agustín del Pozo
- San Cebrián de Castro
- San Esteban del Molar
- San Martín de Valderaduey
- Tapioles
- Vega de Villalobos
- Vidayanes
- Villafáfila
- Villalba de la Lampreana
- Villalobos
- Villalpando
- Villamayor de Campos
- Villanueva del Campo
- Villar de Fallaves
- Villárdiga
- Villarrín de Campos

## Municipis de Valladolid
- Aguilar de Campos
- Barcial de la Loma
- Becilla de Valderaduey
- Berrueces
- Bolaños de Campos
- Bustillo de Chaves
- Cabezón de Valderaduey
- Cabreros del Monte
- Castrobol
- Castroponce
- Ceinos de Campos
- Cuenca de Campos
- Fontihoyuelo
- Gatón de Campos
- Herrín de Campos
- La Unión de Campos
- Mayorga
- Medina de Rioseco
- Melgar de Abajo
- Melgar de Arriba
- Monasterio de Vega
- Montealegre de Campos
- Moral de la Reina
- Morales de Campos
- Palazuelo de Vedija
- Pozuelo de la Orden
- Quintanilla del Molar
- Roales de Campos
- Saelices de Mayorga
- San Pedro de Latarce
- Santa Eufemia del Arroyo
- Santervás de Campos
- Tamariz de Campos
- Tordehumos
- Urones de Castroponce
- Urueña
- Valdenebro de los Valles
- Valdunquillo
- Valverde de Campos
- Vega de Ruiponce
- Villabaruz de Campos
- Villabrágima
- Villacarralón
- Villacid de Campos
- Villafrades de Campos
- Villafrechós
- Villagarcía de Campos
- Villagómez la Nueva
- Villalba de la Loma
- Villalán de Campos
- Villalón de Campos
- Villamuriel de Campos
- Villanueva de San Mancio
- Villanueva de la Condesa
- Villanueva de los Caballeros
- Villardefrades
- Villavellid
- Villavicencio de los Caballeros

## Municipis de Palència
- Abarca de Campos
- Abia de las Torres
- Amayuelas de Arriba
- Ampudia
- Amusco
- Arconada
- Autilla del Pino
- Autillo de Campos
- Baquerín de Campos
- Bárcena de Campos
- Becerril de Campos
- Belmonte de Campos
- Boada de Campos
- Boadilla de Rioseco
- Boadilla del Camino
- Calzada de los Molinos
- Capillas
- Cardeñosa de Volpejera
- Carrión de los Condes
- Castil de Vela
- Castrillo de Villavega
- Castromocho
- Cervatos de la Cueza
- Cisneros (Palència)
- Espinosa de Villagonzalo
- Fáfilas
- Frechilla
- Frómista
- Fuentes de Nava
- Fuentes de Valdepero
- Grijota
- Guaza de Campos
- Husillos
- Itero de la Vega
- Lantadilla
- Loma de Ucieza
- Lomas de Campos
- Manquillos
- Marcilla de Campos
- Mazariegos
- Mazuecos de Valdeginate
- Meneses de Campos
- Monzón de Campos
- Moratinos
- Nogal de las Huertas
- Osornillo
- Osorno la Mayor
- Palència
- Paredes de Nava
- Pedraza de Campos
- Perales
- Piña de Campos
- Población de Arroyo
- Población de Campos
- Pozo de Urama
- Requena de Campos
- Revenga de Campos
- Ribas de Campos
- Riberos de la Cueza
- San Cebrián de Campos
- San Mamés de Campos
- San Román de la Cuba
- Santa Cecilia del Alcor
- Santoyo
- Támara de Campos
- Torremormojón
- Valde-Ucieza
- Valle del Retortillo
- Villacidaler
- Villada
- Villaherreros
- Villalcázar de Sirga
- Villalcón
- Villalobón
- Villanueva del Campo
- Villamartín de Campos
- Villamoronta
- Villamuera de la Cueza
- Villanueva del Rebollar
- Villarmentero de Campos
- Villarramiel
- Villasarracino
- Villaturde
- Villaumbrales
- Villerías de Campos
- Villoldo
- Villovieco

## Història
Els seus primers habitants van ser els vacceus, va ser ocupada pels romans i després pels gots, adquirint llavors la denominació de Camps Gòtics (Campi Gothorum), d'on deriva el seu nom actual. En l'Època Musulmana va passar a ser un desert fronterer entre els cristians al nord i els musulmans al sud i, a mitjan segle IX va començar a ser repoblada per Ordoni I d'Astúries. Frontera entre Lleó i Castella durant la baixa edat mitjana. La primera referència a Terra de Campos va anar en les cròniques d'Alfons X el Savi.
En temps medievals i renaixentistes va ser el graner de Castella i, per tant, d'Espanya, ja que els seus sòls argilencs, eren molt aptes per al cultiu dels cereals, la qual cosa va produir la seva esplendor. D'aquesta època daten els grans monuments que es poden veure en alguns dels seus pobles més importants. Amb l'arribada de la mecanització i l'abonat mineral per als cereals, la seva importància econòmica va ser minvant, al que va seguir una forta despoblació que encara contínua.
En referència a la seva història moderna, en els anys 60 i 70, es va produir una gran emigració cap a les zones riques i industrials de l'estat, principalment País Basc, Barcelona i Madrid, el que va disminuir el seu nombre d'habitants.